# 莎拉·吉爾伯特 (疫苗學家)
莎拉·凱瑟琳·吉爾伯特女爵士 DBE（1962年4月—）為英國疫苗學家、牛津大学 疫苗學教授及Vaccitech共同創立者。吉爾伯特專攻於流行性感冒及新興病毒病源體疫苗開發。並帶領研究及試驗廣效流感疫苗，該疫苗於2011年進行臨床試驗。吉爾伯特於2020年元旦知悉中國武漢有4人感染特殊不明肺炎，並於2週內在牛津大學設計出應對新病源體之疫苗。2020年12月30日，她與牛津疫苗團隊共同研發的牛津－阿斯利康2019冠状病毒病疫苗經批准，並於英国施打。

## 早年與求學生涯
她出生在北安普敦郡的凱特靈，父親是一家鞋匠的辦公室經理，母親是一名小學教師。吉爾伯特在就讀於凱特林女子高中時意識到自己想從事醫學工作。她在普通程度考試（GCE 'O' Level）中以六個A拿下9分。1983年，她獲得東英吉利大學 （University of East Anglia, UEA）生物科學學士學位。在UEA期間，她開始演奏薩克斯風；她會在UEA Broad周圍的樹林裡練習吹奏以免打擾他人。她前往赫爾大學攻讀博士，在那裡研究"Rhodosporidium toruloides"酵母的遺傳學和生物化學，並於1986年獲得博士學位

## 研究與職涯
獲得博士學位後，吉爾伯特先在釀酒工業研究基金會（Brewing Industry Research Foundation）擔任工業博士後研究員，然後進入萊斯特生物中心。1990年，吉爾伯特加入了位於諾丁漢的生物製藥公司Delta Biotechnology。1994 年，吉爾伯特重返學術界，加入了阿德里安·V·S·希爾（Adrian V. S. Hill）的實驗室。 早期研究瘧疾中的宿主-寄生蟲相互作用。2004年，她成為牛津大學疫苗學教授。2010年，她被任命為詹納研究所的教授。在惠康基金會的資助下，開始設計和製造新型流感疫苗。特別的地方是，她的研究考慮了如何開發和臨床測一種病毒疫苗，以致病蛋白嵌入安全病毒中。這些病毒疫苗可誘發T細胞反應，可用於對抗病毒性疾病、瘧疾和癌症。

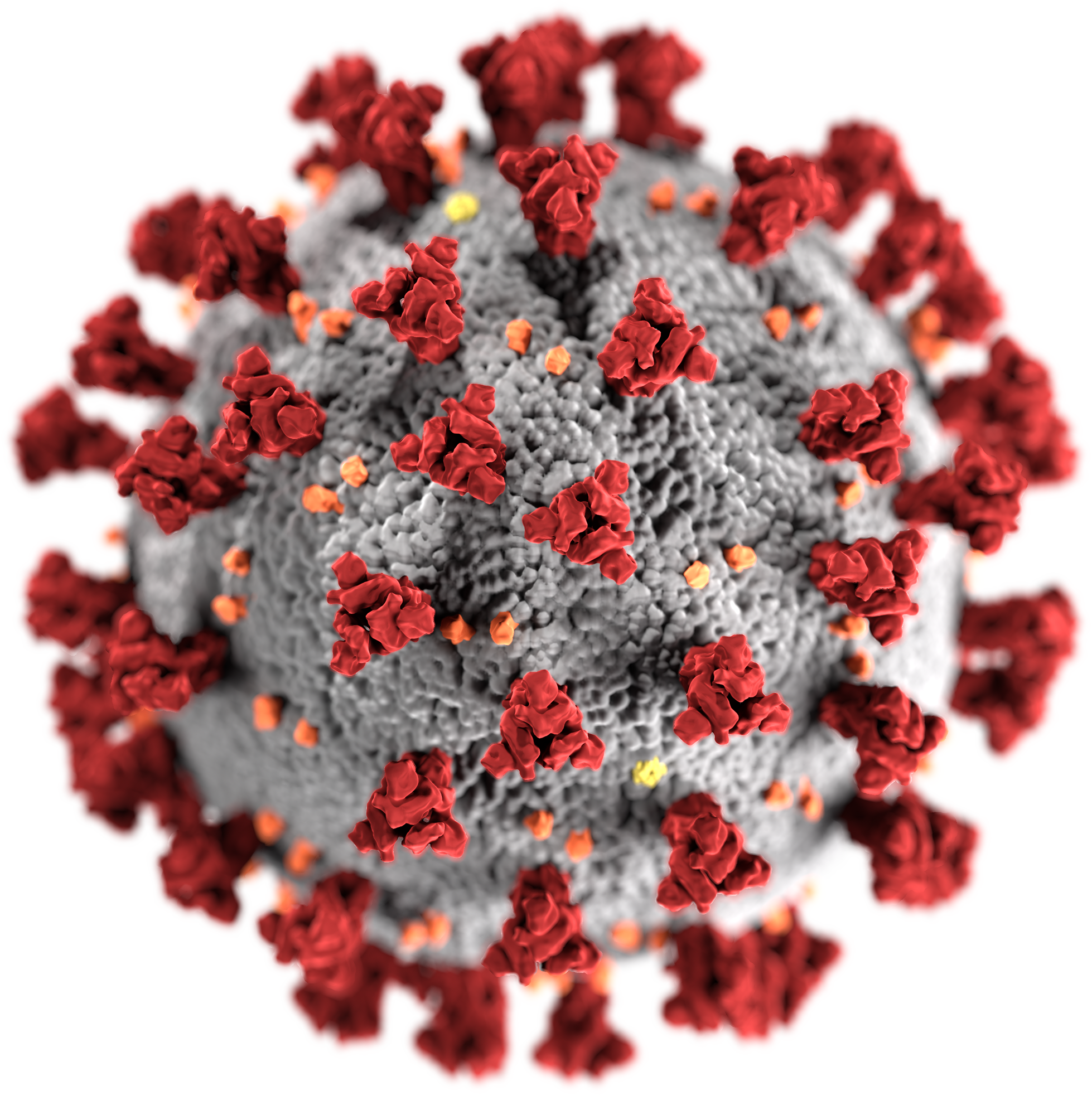
嚴重急性呼吸道症候群冠狀病毒2型（SARS-CoV-2）的圖象展示，由美國疾病管制與預防中心繪製，揭示了冠狀病毒表現出的超微結構形態。

吉爾伯特參與了通用流感疫苗的開發和測試。與傳統疫苗接種不同的是，通用流感疫苗不會刺激抗體產生，而是會觸發免疫系統產生特別針對流感T細胞。它運用A型流感病毒內部的核心蛋白之一（核蛋白和基質蛋白1），而不是病毒外殼上的外部蛋白。由於免疫系統會隨著年齡增長而減弱，傳統疫苗對老年人無效。通用流感疫苗不需要每年重新規劃，也讓人們不再需要季節性流感疫苗。2008年，她首度利用H3N2亞型A型流感病毒進行臨床試驗，包括對患者症狀做每日監測。 這是首個可能靠刺激T細胞以應對流感病毒的研究，而且這種刺激可以保護人們免於感染流感。她的研究表明，腺病毒載體ChAdOx1可用於製作疫苗，對小鼠的中東呼吸症候群（MERS）具有保護作用，並能夠誘發人類對MERS的免疫反應。同一載體還可製造出一支對倉鼠有效的立百病毒疫苗（但從未在人體得到證實），此外，也能製造對綿羊、山羊和牛有保護作用的裂谷熱潛在疫苗（但未在人體得到證實）。
自嚴重特殊傳染性肺炎疫情開始以來，吉爾伯特便參與開發一支新的疫苗來對抗冠狀病毒。她與Andrew Pollard、Teresa Lambe、Sandy Douglas、Catherine Green和 Adrian Hill共同領軍這支候選疫苗的開發工作。如同她先前的研究，COVID-19疫苗利用腺病毒載體刺激針對冠狀病毒刺突蛋白的免疫反應計劃宣布於2020年3月開始動物試驗，並於同年3月27日招募510名人類受試者進行第一、二期人體試驗。2020年4月，吉爾伯特在英國廣播公司（BBC）電視頻道接受安德魯·馬爾（Andrew Marr）就研發進度進行採訪。同月，吉爾伯特受訪時表示，臨床試驗已獲流行病防範創新聯盟（Coalition for Epidemic Preparedness Innovations）等來源資助，如果一切按計劃進行，候選疫苗可能會在2020年9月上市。2020年9月，吉爾伯特更新了進度，這支疫苗「AZD1222」正由阿斯特捷利康製藥生產，同時三期試驗也在進行中。由於她的疫苗研究，吉爾伯特於2020年5月登上《泰晤士報》的「科學力量榜」。
吉爾伯特是2020年9月BBC廣播四台節目「The Life Scientific」的主題，也列名於2020年11月23日公布的BBC《巾幗百名》中。英國人文主義者協會（Humanists UK）於2021年3月5日的年度羅莎琳·富蘭克林講座上，授予吉爾伯特「羅莎琳·富蘭克林獎」，以表彰她對科學的貢獻；她在會上也發表了主題為「與病毒賽跑」的演講。講座詳細介紹了疫苗接種科學的歷史，並講述了牛津－阿斯特捷利康嚴重特殊傳染性肺炎疫苗的進展。2021年6月在2021年溫布頓網球錦標賽上，吉爾伯特受邀在皇家包廂觀賽並獲全場起立鼓掌
。

## 榮譽
2021年3月，因開發牛津-阿斯利康疫苗的工作而獲得阿爾伯特獎章。
在2021年壽辰授勳（Birthday Honours）中，獲得爵級司令勳章（DBE），以表彰她在 COVID-19 疫苗開發中對科學和公共衛生的貢獻。
2021年，獲「科學研究」類阿斯圖里亞斯親王獎。

## 主要著作
根據Google學術搜尋，吉爾伯特的H指數為90。出版著作包括：
- . The Lancet. 9 January 2021, 397 (10269): 99–111  [2021-07-24]. ISSN 0140-6736. doi:10.1016/S0140-6736(20)32661-1 . （原始内容存档于2021-02-10） （英语）.
- Schneider, Jörg; Gilbert, Sarah C.; Blanchard, Tom J.; Hanke, Tomas; Robson, Kathryn J.; Hannan, Carolyn M.; Becker, Marion; Sinden, Robert; Smith, Geoffrey L.; Hill, Adrian V.S. . Nature Medicine. 1998, 4 (4): 397–402. ISSN 1078-8956. PMID 9546783. S2CID 11413461. doi:10.1038/nm0498-397.
- McShane, H; Pathan, A A; Sander, C R; Keating, S M; Gilbert, S C; Huygen, K; Fletcher, H A; Hill, A V S. . Nature Medicine. December 2004, 10 (12): 1397. ISSN 1078-8956. doi:10.1038/nm1204-1397a .
- McConkey, Samuel J.; Reece, William H. H.; Moorthy, Vasee S.; Webster, Daniel; Dunachie, Susanna; Butcher, Geoff; Vuola, Jenni M.; Blanchard, Tom J.; Gothard, Philip; Watkins, Kate; Hannan, Carolyn M. . Nature Medicine. 2003, 9 (6): 729–735. ISSN 1546-170X. PMID 12766765. S2CID 6670274. doi:10.1038/nm881  （英语）.
- Gilbert, S. C. . Science. 20 February 1998, 279 (5354): 1173–1177. Bibcode:1998Sci...279.1173G. ISSN 0036-8075. PMID 9469800. doi:10.1126/science.279.5354.1173.
- . The New England Journal of Medicine. 2016-04-28, 374 (17): 1635–1646. doi:10.1056/NEJMoa1411627. hdl:10044/1/83613 .

## 個人生活
吉爾伯特於1998年產下三胞胎。她的伴侶放棄了自己的職業生涯，成為小孩們的主要照護者。目前三胞胎皆於大學就讀。